# Сулейман ібн Кутулмиш
Сулейман ібн Кутулмиш (11 століття , Сельджуки  — 1086 , Антіохія ) — 1-й султан Конійського султанату (Рума) у 1077—1086 роках.

## Життєпис

### Молоді роки
Походив з династії Сельджукидів. Син Кутулмиша, сина Арслана Ябгу і онука Сельджук-бека. Про дату народження нічого невідомо. Протягом 1060—1064 років разом з батьком боровся проти султана Алп-Арслана, проте зазнав поразки. Після загибелі батька Сулейман з 3 братами втік до таврійських гір (Кілікія), звідки здійснював набіги на Сельджуцьку імперію. В свою чергу Алп-Арслан відправив декілька військових походів проти синів Кутулмиша. В цій боротьбі усі брати Сулеймана загинули. Втім у 1071 році зумів створити невеличке володіння у Малій Азії, визнавши зверхність Алп Арслана, який у 1077 році визнав Сулеймана володарем Руму.

### Султан
Незважаючи на офіційний статус султана, Сулейман спочатку мав невеличке володіння. Втім він використав постійну боротьбу за владу у Візантійській імперії. завдяки цьому поступово став розширювати свою державу у Малій Азії. У 1077 році отримав гроші від Михайла VII, імператора Візантії, для придушення повстання норманського найманця Русселя де Байоля в Анатолії. Останній розбив у битві при Арморіумі (поблизу сучасного м. Сивріхісара) візантійців на чолі із Іоанном Дукою. Втім, у 1078 році Сулейман переміг Русселя, якого захопив у полон та відправив до Константинополя.
У 1078 році візантійський імператор Михайло VII звернувся до Сулеймана, намагаючись того найняти для боротьби проти заколотника Никифора Вотаніата. Втім останній перетягнув Сулеймана на свій бік, обіцяючи тому землі у Малій Азії. після повалення Михайла VII і сходження Вотаніата як імператора Никифора III, Сулейман ібн Кутулмиш отримав землі на узбережжі Босфорської протоки. У 1080 році підтримав заколот Никифора Меліссена проти Никифора III. Меліссена відкрив ворота важливого міста Нікеї (було перейменовано на Ізнік), яка була до того ж потужною фортецею. Вона на певний період став столицею султанату.
Звідси Сулейман I розпочав походи на навколишні землі. Доволі швидко він захопив Віфінію, а слідом за цим Лідію та Іонію. Тим самим відрізав візантійські землі в центральній Анатолії від балканський володінь імперії. Важливими кроками стало захоплення Смірни. була здійснена спроба захопити Трапезунд, втім марно.
Водночас він проводив лагідну політику щодо сільського грецького населення, оскільки під час походів воно стало масово переселятися до прибережних міст, які ще контролювала Візантія. Розглядаючи сільське господарство як основу економіки своєї держави Сулейман не бажав знелюднення земель, оскільки тюрки, що з ним прийшли були ще переважно кочівниками. Сулейман впровадив аграрну політику, здобувши довіру візантійського сільського населення, через зменшення податків і поліпшення соціального стану, а також релігійну терпимість.
У 1083 році розпочалася війна з Візантійською імперією. На той час новим її правителем став Олексій I. В ній Сулейман зазнав невдачі й вимушений був віддати імперії місто Нікомедію. Разом встановив мирні стосунки з Олексієм I, якого визнав своїм сюзереном. Як васала Візантії Сулейман захопив Каппадокію, потім місто Іконій з областю, вдерся до Вірменської Кілікії.
У 1084 році виступив у похід на схід, залишивши намісником Абу'л-Касіма. Спочатку вдалося захопити північну Сирією з Алеппо та Едессою, у 1085 році захоплено і пограбовано Антіохію. Втім Сулейман стикнувся з амбіціями іншого представника династії Сельджукидів — Тутуша ібн Алп Арслана, який у вирішальній битві 1086 року поблизу Алеппо завдав нищівної поразки війську Сулеймана, який загинув у бою. Після цього Конійський (Румський) султанат поринув у протистояння за владу до 1092 року, коли одноосібним султаном став Килич-Арслан I.
Можливо, був прототипом персонажу давньоруського епосу Салтика (Салтика Ставрульєвича) — опонента Вольги Святославича.